# Abou Nidal (chanteur)
Pour les articles homonymes, voir Abou Nidal (homonymie).
 (novembre 2021).
L'article doit être relu — et modifié si nécessaire — par des contributeurs indépendants pour apporter un regard critique aux contributions effectuées en violation des conditions d'utilisation de Wikipédia, tant sur la forme (notamment concernant le style encyclopédique, la proportionnalité) que sur le fond (la neutralité de point de vue, la qualité et l'indépendance des sources).
Abou Nidal, également appelé Abou Nidal de Genève est le nom de scène d'Aboubakar Doumbia, né le 29 décembre 1974 à Divo (Côte d'Ivoire), compositeur, interprète et producteur ivoirien, également connu pour ses actions humanitaires. Son pseudonyme, est lié au fait qu'il a résidé de nombreuses années à Genève, en Suisse. Il est aussi surnommé Wara Boss en référence au Wara Tour, une action en faveur de l'éducation dont il est l'instigateur.

## Biographie
En 2002, sept jeunes artistes ivoiriens résidents en France à la tête duquel se trouve Douk Saga, créent La Jet7 (parisienne) un groupe à l’origine du coupé-décalé. À cette époque, Abou Nidal, vit à Genève (Suisse) et fait partie de la première génération de créateurs de ce mouvement musical,.
Fin 2006 il sort son premier single à Abidjan, « La chaussure qui parle ».
Depuis 2012 l’artiste s'implique dans des activités humanitaires, particulièrement celles liées aux domaines de la santé et de l'éducation en Afrique.
En 2013, son titre « Yaya cassez-tête » illustrant le concept selon lequel «dans la vie, vaut mieux réfléchir plutôt que choisir la facilité», se situe dans le top des morceaux les plus diffusés en Côte d'Ivoire.  Sa réputation en tant que chanteur dépasse les frontières de la Côte d'ivoire selon le site béninois Beninwebtv.
En 2013 la Fondation Abou Nidal est créée. En 2019, son appellation est modifiée au profit de Lion Fondation pour faire référence au mot "wara" qui signifie Lion en Malinké.
En 2016, en réaction aux attaques terroristes du 13 mars 2016 à Grand- Bassam (Côte d'Ivoire), Abou Nidal est un des membres du groupe de chanteurs ivoiriens, le Collectif de Bassam. Une chanson : « Même pas peur », est créée pour exprimer, en musique, la volonté de lutter contre le djihadisme et en faveur de la liberté d’expression, de la Paix,.
En 2020 il prend explicitement ses distances avec le mouvement du coupé-décalé dans lequel il s'inscrivait, en particulier avec la pratique des "clashes" entre chanteurs, qu'il réprouve.
En novembre 2020, Abou Nidal participe au Collectif de Paix en Côte d'Ivoire, réunis par DJ Lewis pour appeler à la fin des troubles électoraux en Côte d'Ivoire. Une quinzaine de musiciens ivoiriens, dont des stars comme Affou Keita, Didier Bilé, Jim Kamson, Molare, Ariel Sheney et Bebi Philip interprètent le titre «Nous on veut la paix»,  Abou Nidal considère que c’est le moment d’adresser un message fort aux hommes politiques: “La paix n’est pas un vain mot, c’est un comportement” .

## Activités en faveur de la santé et de l'éducation
En 2013, Abou Nidal est l’initiateur et l’organisateur d’un concert en faveur de la lutte contre le Sida. Il réunit, à Abidjan, une vingtaine d’artistes au Palais de la Culture de Treichville (Côte d’Ivoire). Il soutient les malades infectés par le VIH (virus d’immunodéficience humaine) par la distribution de vivres et de kits sanitaires dans des hôpitaux ivoiriens. Le 1er décembre des années 2013, 2014 et 2015, Journée mondiale de la lutte contre le Sida, il se rend au CHU de Treichville pour distribuer des vivres aux malades affectés par le virus.
En avril 2020, à la suite de la déclaration de pandémie de la Covid-19 par l'Organisation Mondiale de la Santé (OMS), Abou Nidal crée la chanson "Covid-19" pour "maudire" le virus et encourager les populations à respecter la distanciation sociale, le port du masque, le lavage des mains, l'utilisation de gel hydroalcoolique. L'artiste interprète la chanson en compagnie du chanteur ivoirien Ismael Kolbashi.
En 2022, la caravane du Wara-tour faveur d’une éducation inclusive de qualité et qui lutte contre le travail des enfants, ce sont au total 10 villes de la Côte d’Ivoire qui ont été sillonnées à l’instar de : Aboisso, Daloa, Touba, Boundiali, Ferké, Korhogo, Bouaké, San Pedro, Divo et Dabou. 20 lauréats ont été récompensés par ville, 200 kits scolaires distribués et l’innovation de cette 6ème édition, fut le Planting de 100 arbres par ville.

## Wara Tour
Le Wara Tour est une initiative de l’artiste chanteur Abou Nidal, lancée en 2017. Son slogan est: Eduquer – Encourager – Divertir. L’hymne de la caravane, chanson composée par Abou Nidal, s’intitule: «Va à l’école !».
Cette campagne itinérante vise à célébrer l'école et l'excellence en milieu scolaire. Elle permet chaque année de récompenser les meilleurs élèves de plusieurs villes sillonnés lors de la tournée. Elle met également un point d'honneur à la sensibilisation des élèves, des parents d’élèves, du corps enseignant, et des éducateurs, sur tous les maux qui minent l'école ivoirienne. Le Wara Tour est une campagne placée sous l'égide du ministère de l’Éducation nationale ivoirien.
Le Wara Tour 2020 a été lancé 28 février à la Mairie d’Abobo. La députée de Tengrela, Traoré Mariam, représentant le Premier ministre Amadou Gon Coulibaly et Kandia Camara, ministre de l’Éducation nationale, de l’Enseignement technique et de la Formation professionnelle étaient présentes à la cérémonie de lancement.
Le Wara Tour 2021, la cinquième édition, a eu pour thème: « Non au travail des enfants dans la cacao-culture ». La cérémonie de lancement a eu lieu le 29 avril 2021 où Sofitel hôtel Ivoire sous le parrainage et la présence effective de la première dame de Côte d'Ivoire, Dominique Ouattara.
La caravane a parcouru 20 villes cacaoyère pour récompenser les meilleurs élèves avec des ordinateurs portables, des tablettes, des kits scolaires, et de nombreux autres lots en nature,,.
Dans le cadre de la sensibilisation contre le travail des enfants dans la cacao-culture, adressée aux parents d'élève, aux enseignants, et aux élèves, la caravane a été accompagnée sur le terrain par les experts et partenaires du Comité National de Surveillance des Actions de Lutte contre la Traite, l’Exploitation et le travail des Enfants (CNS) de Côte d’Ivoire.
En 2021, le Wara Tour a aussi collaboré avec le Ministère de la Santé, de l'Hygiène Publique, et de la Couverture Maladie Universelle. En effet, les autorités ivoiriennes ont profité de la caravane pour encourager la vaccination contre la Covid-19 auprès des populations locales. La Côte d'Ivoire a, par ailleurs, été félicitée par la Directrice régionale de l’Organisation mondiale de la Santé (OMS), Matshidiso Moeti pour sa « bonne campagne de communication pour la vaccination contre la COVID-19 ayant entrainé une bonne adhésion des populations à la vaccination ».

## Discographie
- 2006 : La chaussure qui parle
- 2008 : Dialogue direct
- 2010 : Déclarez vos biens
- 2013 : Ça c'est quoi ça encore
- 2013 : Kpayaille
- 2014 : Yaya cassé tête
- 2015 : Biankouman
- 2016 : Waraba
- 2016 : Tu suis ou tu suis pas, Ici c'est pas là-bas, là-bas c'est pas ici
- 2019 : Moussement Final
- 2020 : Corona Feat Ismael Kolbashi
- 2020: "Nous, on veut la Paix" Collectif de Paix en Côte d'Ivoire
- 2020 : Mon coupé décalé
- 2021 : Abidjan Feat Toumani Diabaté & Elwo'n
- 2021 : Abidjan (Version Saxophone)
- 2021 : Bassam Tchin-tchin

## Distinctions
En 2016, il reçoit une récompense musicale, un Award du coupé-décalé, dans la catégorie meilleur concept, pour Waraba.
En 2021, Abou Nidal est récompensé pour son engagement en faveur de l’éducation en Côte d’Ivoire ; il reçoit le prix spécial lors du «Switzerland diapo awards», qui distingue des membres de la diaspora africaine de Suisse. Ce prix vient couronner en particulier les initiatives du «Wara tour», organisé par Abou Nidal, et qui œuvre en milieu scolaire. Le Wara tour a été lancé en 2016 ; il a permis de  construire des établissements scolaires dans des villages de Korhogo et de Bouaké, et de distribuer dans des dizaines de villes des milliers d’ordinateurs portables et de tablettes éducatives.
EN 2022, Abou Nidal est distingué par la plate-forme politique des femmes candidates de Côte d'Ivoire (PLAPOFCACI) d'un Awards du genre, pour son action en faveur d'une plus grande égalité de genre en Côte d'Ivoire, notamment en tant que promoteur du Wara tour,.